# Бацкович, Алекса
Алекса Бацкович (сербохорв. Алекса Бацковић / Aleksa Backović; 1911, Дреноштица — 2 июня 1944, Крчани) — черногорский юрист и партизан времён Народно-освободительной войны Югославии, Народный герой Югославии.

## Биография
Родился в 1911 году в деревне Дреноштица. Окончил школу города Никшич и юридический факультет Белградского университета. В 1938 году был принят в Союз коммунистической молодёжи Югославии. Работал сначала на оружейном заводе в Крагуеваце, а затем в Ново-Месте и Косовске-Митровице. В 1939 году принят в КПЮ.
Весной 1941 года Алекса, скрываясь от немецких и итальянских оккупантов, скрылся в родной деревне, где занялся организацией партизанского движения. Участвовал в черногорском восстании 13 июля и битве за Плевлю, в ходе которой был ранен. В годы войны занимал должность комиссара в следующих формированиях:
- Плешивицкий батальон Никшического партизанского отряда (с марта 1942)
- 2-й батальон 5-й пролетарской черногорской ударной бригады (с июня 1942)
- 15-я кордунская бригада (с января 1943)
- 8-я кордунская дивизия (с декабря 1943)

За годы войны был ещё несколько раз ранен, особенно тяжёлое ранение получил в апреле 1944. 2 июня 1944 Алекса вместе с ещё 35 ранеными и двумя врачами был расстрелян четниками в партизанском госпитале в деревне Крчани. 20 декабря 1951 посмертно награждён орденом и званием Народного героя.